# کرومنی
کرومنی (به هلندی: Krommenie) یک منطقهٔ مسکونی در هلند است که در زان‌استاد واقع شده‌است. کرومنی ۱۷٬۴۱۰ نفر جمعیت دارد.